# Mylo (Dakota del Nord)
Mylo è un centro abitato (city) degli Stati Uniti d'America, situato nella Contea di Rolette, nello Stato del Dakota del Nord. Nel censimento del 2000 la popolazione era di 19 abitanti. La città è stata fondata nel 1905.

## Geografia fisica
Secondo i rilevamenti dell'United States Census Bureau, la località di Mylo si estende su una superficie di 2,60 km², tutti occupati da terre.

## Popolazione
Secondo il censimento del 2000, a Mylo vivevano 19 persone, ed erano presenti 7 gruppi familiari. La densità di popolazione era di 8 ab./km². Nel territorio comunale si trovavano 14 unità edificate. Per quanto riguarda la composizione etnica degli abitanti, il 100% era bianco.
Per quanto riguarda la suddivisione della popolazione in fasce d'età, il 10,5% era al di sotto dei 18, il 5,3% fra i 18 e i 24, il 15,8% fra i 25 e i 44, il 31,6% fra i 45 e i 64, mentre infine il 36,8% era al di sopra dei 65 anni di età. L'età media della popolazione era di 60 anni. Per ogni 100 donne residenti vivevano 137,5 maschi.